# Meiosquilla schmitti
Meiosquilla schmitti är en kräftdjursart som först beskrevs av Lemos de Castro 1955.  Meiosquilla schmitti ingår i släktet Meiosquilla och familjen Squillidae. Inga underarter finns listade i Catalogue of Life.